# Fujiwara Seika
Fujiwara Seika (en japonais : 藤原 惺窩), 8 février 1561 – 19 octobre 1619, est un aristocrate (kuge) et philosophe japonais qui fonda une école néoconfucéenne. Il bénéficia de la protection de Tokugawa Ieyasu et eut notamment pour disciple Hayashi Razan (1583-1657).